# Los sauces (novela)
Los sauces (en inglés The Willows) es una novela corta del autor inglés Algernon Blackwood publicada originalmente como parte de su colección de 1907 The Listener and Other Stories.
Es una de las obras más conocidas de Blackwood y ha influido en varios escritores posteriores. El autor de terror H. P. Lovecraft lo consideró el mejor cuento sobrenatural de la literatura inglesa. Los sauces es un ejemplo del horror moderno temprano y está conectado dentro de la tradición literaria de la weird fiction (ficción extraña).

## Sinopsis
Dos amigos están a mitad de camino en un viaje en canoa por el río Danubio. A lo largo de la historia, Blackwood personifica el entorno circundante (río, sol, viento) con características poderosas y en última instancia amenazantes. Lo más siniestro son las masas de sauces densos, desordenados y amenazantes, que "se movieron por propia voluntad como si estuvieran vivos, y tocaron, por algún método incalculable, mi acusado sentido propio de lo horrible".
Poco después de desembarcar su canoa por la noche en una isla arenosa cerca de Bratislava en el área de paisaje protegido Dunajské luhy del Imperio austrohúngaro, el narrador reflexiona sobre la potencia del río, las cualidades humanas y su propia voluntad:

Perezoso y soñoliento al principio, no tardó en desarrollar violentos deseos conforme se hacía consciente de su alma profunda; rodaba, como un enorme ser fluido, a través de todos los países que habíamos cruzado, llevando nuestra pequeña embarcación sobre sus hombros poderosos, jugando más o menos con nosotros a veces, mas siempre afable y bien intencionado; hasta que por fin, inevitablemente, llegamos a considerarlo como un gran personaje.

Blackwood también caracteriza específicamente a los sauces plateados y arrastrados por el viento como siniestros:

De manera completamente independiente de los elementos, los sauces se conectaban sutilmente con mi malestar, atacando la mente de manera insidiosa por razón de su vasto número, y tratando de una u otra manera de presentar a la imaginación un nuevo y enorme poder; un poder que era, más bien, no del todo amigable hacia nosotros.

En un momento, los dos hombres ven a un viajero en su "bote de fondo plano". Sin embargo, el hombre parece estar advirtiéndoles, santiguándose finalmente antes de precipitarse por el río, fuera de la vista.
Durante la noche, fuerzas misteriosas emergen del interior del bosque, incluidas formas oscuras que parecen rastrear la conciencia del narrador, sonidos de golpeteo fuera de su tienda, ruidos como de gong, sombras extrañas y la apariencia de que los sauces han cambiado de ubicación.
Por la mañana, los dos se dan cuenta de que falta uno de sus remos, una hendidura en la canoa necesita reparación y parte de su comida ha desaparecido. Un indicio de desconfianza surge entre ellos.
El viento ululante se apaga al segundo día y sobreviene una calma zumbante. Durante la segunda noche, el segundo hombre, el sueco, intenta arrojarse al río como un "sacrificio". Sin embargo, el narrador lo salva.
A la mañana siguiente, el sueco afirma que las fuerzas misteriosas han encontrado otro sacrificio que puede salvarlos. Descubren el cadáver de un campesino alojado en las raíces cerca de la orilla. Cuando tocan el cuerpo, una ráfaga de presencia viva parece surgir de él y desaparecer en el cielo. Más tarde, en el momento en que el cuerpo era arrastrado por la corriente, el rostro y el pecho desnudo fueron claramente visibles, mostrando cómo la piel y la carne estaban completamente mechados mediante pequeños agujeros, delicadamente formados, y completamente iguales en forma y tipo a los embudos de arena que habían hallado por toda la isla. Estos son "¡Su horrenda marca!" dice el sueco. El cuerpo es barrido, se asemeja a una "nutria" que creyeron haber visto el día anterior, y la historia termina.
La naturaleza precisa de las entidades misteriosas en Los sauces no está clara, y parecen a veces malévolas o traicioneras, mientras que otras son simplemente místicas y casi divinas: "un nuevo orden de experiencia, y en el verdadero sentido de la palabra sobrenatural", y un mundo "donde las grandes cosas suceden sin cesar... vastos propósitos... que tratan directamente con el alma, y no indirectamente con meras expresiones del alma". Estas fuerzas contrastan a menudo con la belleza natural del área, en sí misma una dinámica vigorosa. En general, la historia sugiere que el paisaje es en realidad una intersección, un punto de contacto con una "cuarta dimensión": "en la frontera de otro mundo, un mundo extraño, un mundo ocupado solo por sauces y las almas de sauces".

## Recepción e influencia
- Grace Isabel Colbron comentó en su ensayo de 1915 Algernon Blackwood: An Appreciation: "Por puro horror concentrado desnudo, inexplicado e inexplicable, se puede decir que cuentos como Los sauces lideran las historias de lo sobrenatural.[5]
- Los sauces fue el relato personal favorito de H. P. Lovecraft, quien escribió en su tratado de 1927 El horror sobrenatural en la literatura, "Aquí el arte y la moderación en la narrativa alcanzan su más alto desarrollo, y se produce una impresión de conmoción duradera sin un solo pasaje forzado o una sola nota falsa".[6]
- El historiador de terror Robert S. Hadji incluyó Los sauces en su lista de 1983 de las historias de horror más aterradoras.[7]
- La trama de la novela Threshold (2001) de Caitlín R. Kiernan se basó en Los sauces, siendo citado varias veces en el libro.[8]
- The Willows, una revista estadounidense ahora desaparecida fundada en 2007 que se especializó en horror steampunk, cuentos cortos neo-victorianos y poesía, recibió su nombre del relato de Blackwood.[9]
- En la adaptación de Richard Stanley de la obra de H. P. Lovecraft El color del espacio exterior, se ve al personaje de Ward Philips leyendo una copia de Los sauces.

## Edición en castellano
- El Wendigo y otros relatos extraños y macabros. Colección Gótica. Traducción Francisco Torres Oliver, José María Nebreda y Marta Lila Murillo. Valdemar. 2020. ISBN 978-84-7702-908-3.
- Los sauces. Traducción Óscar Mariscal. Hermida Editores. 2017. ISBN 978-84-945619-7-9.
- Varios autores (2003). «Algernon Blackwood, Los sauces». El horror según Lovecraft. Traducción Francisco Torres Oliver. Siruela. ISBN 978-84-7844-666-7.